# Tuhua
Tuhua, ou Mayor Island, est un volcan bouclier endormi situé face à l'île du Nord de la Nouvelle-Zélande, au large des côtes de la baie de l'Abondance. D'une superficie de 13 km2, il s'élève à 355 m d'altitude. Il est séparé de l'île du Nord par une selle plongeant à environ 75 m sous le niveau de la mer, alors que de l'autre côté, il surplombe de 400 à 500 m le fond marin de l'océan Pacifique. Sa dernière éruption connue date d'environ 5 000 ans avant l'ère commune, bien que certains chercheurs croient qu'elle pourrait s'être produite il y a 500 à 1 000 ans.
Situé à environ 35 km au nord de Tauranga, le volcan est une aire protégée. On y retrouve quelques résidences de plaisance situées à Opo Bay, sur la côte sud de l'île. Selon le recensement de 2001 en Nouvelle-Zélande (en), l'île compte trois habitants, alors qu'elle en comptait aucun en 1996 et 12 en 1991.

## Géographie

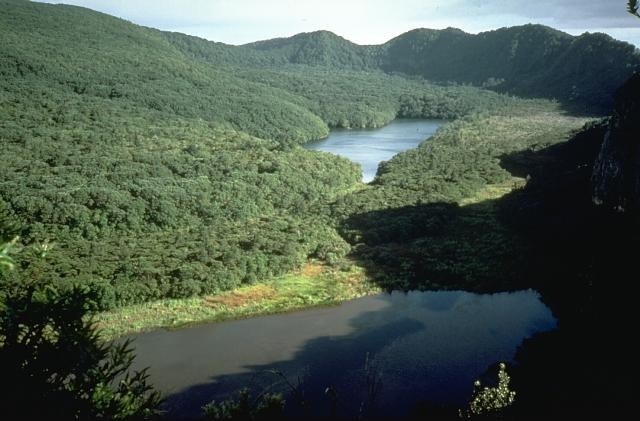
Caldeira du volcan.

L'île possède plusieurs sources chaudes. On y retrouve également deux lacs de cratère, le lac Aroarotamahine (en) et le Black Lake. Ces derniers sont situés dans deux caldeiras se chevauchant et s'étant formées lors de deux éruptions explosives s'étant produites il y a environ 36 000 et 6 340 ans.